# Кентъкиецът
„Кентъкиецът“ (на английски: The Kentuckian) е американски уестърн от 1955 година с режисьор Бърт Ланкастър с неговото участие и на Даян Фостър, Даяна Лин, Джон Макинтайър, Уолтър Матау и други.

## Сюжет
Действието се развива през 1820 г. Илаяс Уейкфийлд и неговият син са заклети търсачи на приключения. Мечтата им е да се заселят в Тексас и те решават да предприемат своето пътешествие. Пътят е труден, но най-трудното е не борбата с дивата природа, а борбата с лошите хора, които срещат по пътя си.

## В ролите
| Актьор          | Роля            |
| --------------- | --------------- |
| Бърт Ланкастър  | Илаяс Уейкфийлд |
| Даян Фостър     | Хана Болен      |
| Даяна Лин       | Сузи Спан       |
| Джон Макинтайър | Зак Уейкфийлд   |
| Уна Меркел      | Софи Уейкфийлд  |
| Уолтър Матау    | Стан Бодин      |
| Джон Карадайн   | Зиби Флетчър    |
| Рис Уилямс      | Полицай         |
| Едуард Норис    | Крупие          |